# Patricia Arquette
Patricia Arquette, född 8 april 1968 i Chicago, Illinois, är en amerikansk skådespelare. Hennes mest kända filmer inkluderar True Romance (1993), Ed Wood (1994), Flirting with Disaster (1996), Lost Highway (1997), Hi-Lo Country (1998), Bringing Out the Dead (1999) och Ett hål om dagen (2003).
För sin insats i Richard Linklaters Boyhood (2014) fick hon mycket beröm och vann även en Oscar, BAFTA Award, Critics 'Choice Award, Golden Globe Award, Independent Spirit Award, och SAG Award för Bästa kvinnliga biroll. På TV spelade hon rollen som Allison DuBois i dramaserien Medium (2005–2011).

## Biografi
Arquettes första större roll var som Kristen Parker i den tredje av Terror på Elm Street-filmerna, Terror på Elm Street 3 – Freddys återkomst (1987). 
Åren 2005 till 2011 hade hon huvudrollen som Allison DuBois i tv-serien Medium. Serien och rollen är baserad på författaren och mediet Allison DuBois liv, som i serien bistår med sina övernaturliga förmågor i polisutredningar. Arquette tilldelades tre Golden Globe-nomineringar och två Emmy nomineringar, samt vann en Emmy i kategorin för Bästa kvinnliga huvudroll i en dramaserie, år 2005 för denna roll.
Vid Golden Globe-galan 2015 fick Arquette pris i kategorin Bästa kvinnliga biroll för rollen som den ensamstående mamman i Boyhood. Även vid Oscarsgalan 2015 vann hon pris för rollen i kategorin Bästa kvinnliga biroll.
Arquette medverkade även i CSI: Cyber som Avery Ryan, biträdande chef för FBI (2015–2016).

### Privatliv
Hon tillhör en hel familj av skådespelare. Hon är syster till Rosanna, Richmond, Alexis och David Arquette samt dotter till Lewis Arquette. 
Arquette förlovade sig med skådespelaren Thomas Jane i augusti 2002 och de gifte sig 24 juni 2006, 2010 separerade paret. Med honom har hon dottern Harlow, född 20 februari 2003. Hon har tidigare varit gift med Nicolas Cage (1995–2001) och hon har sedan tidigare sonen Enzo, född 3 januari 1989 tillsammans med musikern Paul Rossi. 

## Filmografi i urval
- 1987 – Terror på Elm Street 3 – Freddys återkomst
- 1987 – Bobbys svåra beslut (TV-film)
- 1988 – Dagar i skugga
- 1990 – Röster från andra sidan graven (TV-serie)
- 1990 – Rollerboys
- 1991 – Dillinger (TV-film)
- 1991 – The Indian Runner
- 1991 – Wildflower (TV-film)
- 1992 – Inside Monkey Zetterland
- 1993 – Harry & Kit
- 1993 – Ethan Frome
- 1993 – True Romance
- 1994 – Förrådd av kärlek (TV-film)
- 1994 – Holy Matrimony
- 1994 – Ed Wood
- 1995 – Skugga över Rangoon
- 1996 – Flirting with Disaster
- 1996 – The Secret Agent
- 1996 – Oändlig kärlek
- 1997 – Lost Highway
- 1997 – Nightwatch
- 1998 – Goodbye Lover
- 1998 – The Hi-Lo Country
- 1999 – Stigmata
- 1999 – Bringing Out the Dead
- 2000 – Little Nicky
- 2001 – Human Nature
- 2002 – Behind the badge
- 2003 – Ett hål om dagen
- 2003 – Tiptoes
- 2005–2011 – Medium (TV-serie)
- 2006 – Fast Food Nation
- 2012 – Law & Order: Special Victims Unit (TV-serie)
- 2013–2014 – Boardwalk Empire (TV-serie)
- 2014 – Boyhood
- 2014 – CSI: Crime Scene Investigation (TV-serie)
- 2015 – CSI: Cyber (TV-serie)
- 2018 – Escape at Dannemora (TV-serie)
- 2019 – The Act (TV-serie)
- 2019 – Toy Story 4 (röst)